# アーマーホールディングス
アーマーホールディングス（Armor Holdings, Inc）は、アメリカ合衆国の軍用品・軍用車両メーカー。フロリダ州ジャクソンビルに本社を置く。複数の子会社を所有している。
アーマーホールディングスの前身となった会社はAmerican Body Armor and Equipment, Inc.として1969年に設立され、1996年、Armor Holdings, Inc.に改名。
その後2007年8月31日、BAEシステムズに1株あたり88USドル、総額41億USドルで売却され、現在はBAEシステムズに買収されてBAE傘下に収められている。BAE傘下に入った後は社名をBAE Systems AH, Inc.に改名した。
製造するボディアーマーや軍用ヘルメットはアメリカ軍にも正式採用されているほか、MRAPなど軍用車両の開発にもBAEグループの1つとして参加している。